# Az Ukrán Légierő An–26-os repülőgépének katasztrófája 2020-ban
Az Ukrán Légierő An–26 típusú katonai repülőgépének katasztrófája 2020. szeptember 25-én történt a Harkivi területen található csuhujivi katonai repülőtér mellett.
A baleset során a 76-os oldalszámú, az Ukrán Légierő 203. kiképző repülődandárjának állományába tartozó, kiképző repülést végrehajtó An–26S navigátorkiképző repülőgép helyi idő szerint 20:50-kor leszállás közben kis magasságból lezuhant és kigyulladt. Az esemény a repülőtér kifutópályájától 2 km-re, közvetlenül az M 03-as főút 533–534 km-es szakaszánál történt.
A repülőgépen a hétfős személyzeten kívül az Ivan Kozsedub Nemzeti Katonai Repülési Egyetem 20 diákja tartózkodott. A baleset bekövetkeztekor 25 fő vesztette életét, két személy súlyos égési sérülésekkel élte túl a katasztrófát. Az egyik súlyos sérült, aki a testfelületének 90%-át érintő égési sérülést szenvedett, később elhunyt, ezzel 26 főre emelkedett az áldozatok száma.
A hivatalos vizsgálat szerint a katasztrófa műszaki hiba (hajtóműhiba), pilótahiba és a repülés szabályainak megsérttése miatt következett be.

## Események
A kiképző repülés helyi idő (UTC+2) szerint 18:50-kor kezdődött, a repülési programnak aznap 22:50-ig kellett volna tartania. Aznap ez volt a gép hatodik felszállása, az érintett személyzetnek pedig a negyedik felszállása. A gépen a személyzeten kívül a harkivi katonai repülési egyetem repülőgépvezető és navigátor szakirányon tanuló hallgatói foglaltak helyet. Közülük 3-an voltak pilótanövendékek és 17-en navigátorok. A gép parancsnoka a 700 repült órával rendelkező Bohdan Kisenya oktató-pilóta volt, aki a bal oldali pilótaülésben foglalt helyet. A jobb oldali ülésben a három pilóta növendék váltotta egymást. A gép 20:35-kor szállt fel hatodik alkalommal a csuhujivi repülőtérről. A pilóta 20:38-kor hibát jelzett a bal oldali hajtóműnél a földi repülésirányításnak, majd 20:40-kor engedélyt kért a leszállásra. A gép 20:43-kor kezdte meg a leszállást, a kifutópálya irányára fordult és megkezdte a süllyedést.

## A katasztrófában érintett repülőgép
A balesetben érintett repülőgépet 1977-ben gyártotta a Kijevi Repülőgépgyártó Termelési Egyesülés, a gép a baleset idején 43 éves volt. Gyártási sorozatszáma 56-08. Az An–26S (S – sturman) a navigátorok  kiképzésére szolgáló speciális típusváltozat, amelynél a deszanttérben a növendékek kiképzésére szolgáló munkahelyeket alakítottak ki. 10 munkahely áll rendelkezésre a növendékeknek és egy az oktatónak. A munkahelyek mindegyike egy navigátorpulttal és két üléssel rendelkezik, így egyidőben 20 navigátor-növendék oktatására alkalmas. A gép nagyjavítását 2020-ban már tervezte az Ukrán Légierő és tárgyalt róla az Antonov repülőgépgyárral. A repülőgép 5985 repült órával és 3450 felszállással rendelkezett. Eddig két ipari nagyjavításon esett keresztül, az utolsó 1996-ban történt a kijevi 410-es repülőgépjavító üzemben. A gép üzemidejét 2020 augusztusában hosszabbította meg az Antonov cég 2022 júniusáig és a következő ipari nagyjavítását 2022 júliusában tervezték. A gép AI–24T típusú légcsavaros gázturbinái közül a jobb oldalit 1974-ben gyártották, a nagyjavítása 2020 októberében lett volna esedékes, a bal oldali hajtóművet 1977-ben gyártották és a nagyjavítása 2021 júniusában lett volna esedékes.

## A baleset okai
A baleset okáról egyelőre csak feltételezések vannak. Az előzetes adatok hajtóműhibát valószínűsítenek (a hajtómű forgatónyomatékát mérő jeladó hibásodott meg).

## Áldozatok

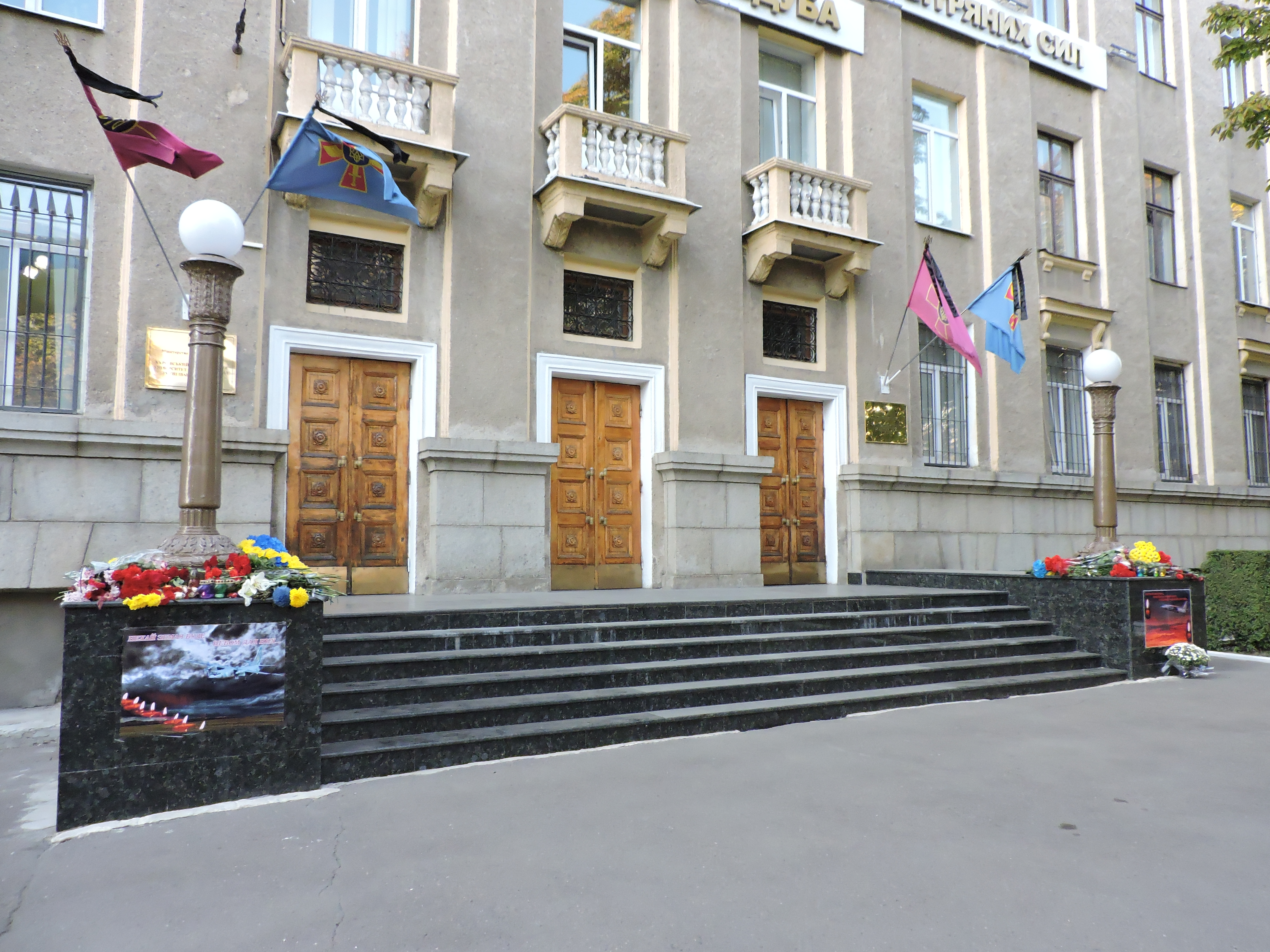
Az áldozatok emlékére elhelyezett virágok Harkivban az Ivan Kozsedub Nemzeti Katonai Repülési Egyetem bejáratánál

A baleset áldozatainak nevét 2020. szeptember 26-án hozta nyilvánosságra a harkivi Ivan Kozsedub Nemzeti Katonai Repülési Egyetem.
Az áldozatok között található Olekszand Ihorovics Szkocskov szerződéses katona annak az Ihor Ivanovics Szkocskovnak a fia, aki az Ukrán Légierő 2014. június 14-én a luhanszki repülőtér közelében orosz szeparatisták által lelőtt Il–76-os teherszállító repülőgépének navigátoraként vesztette életét.
| Név                                | Születési idő       | Rendfokozat     | Megjegyzés         |
| ---------------------------------- | ------------------- | --------------- | ------------------ |
| Bohdan Vjacseszlavovics Kisenya    | 1990. október 2     | őrnagy          |                    |
| Dmitro Deniszovics Dobrelja        | 1991. november 13.  | százados        |                    |
| Olekszij Heorhijovics Osztapenko   | 1991. november 15.  | százados        |                    |
| Oleh Mihajlovics Kozacsenko        | 1980. július 11.    | főhadnagy       |                    |
| Asraf Azizovics Mszuja             | 1991. augusztus 8.  | főhadnagy       |                    |
| Jevhenyij Szerhijovics Ivanov      | 1980. augusztus 20. | zászlós         |                    |
| Oleh Mikolajovics Sirocsuk         | 1979. november 10.  | zászlós         |                    |
| Roman Olekszandrovics Korcsovszkij | 1999. május 15.     | főtörzsőrmester |                    |
| Mikola Anatolijovics Mikitcsenko   | 1998. január 22.    | törzsőrmester   | szerződéses katona |
| Dmitro Romanovics Andruscsenko     | 2000. szeptember 8. | őrmester        |                    |
| Jevhen Ivanovics Szkorobohatenko   | 1993. november 27.  | tizedes         | szerződéses katona |
| Olekszandr Anatolijovics Bojko     | 2000. december 14.  | sorkatona       |                    |
| Rosztiszlav Volodimirovics Bulij   | 1998. augusztus 3.  | sorkatona       |                    |
| Vitalij Bohdanovics Vilhovij       | 2000. június 27.    | sorkatona       | szerződéses katona |
| Dmitro Jevhenovics Donec           | 2001. július 16.    | sorkatona       |                    |
| Artem Mihajlovics Dudla            | 1999. február 6.    | sorkatona       |                    |
| Kosztyantin Olehovics Zibjuk       | 2001. július 15.    | sorkatona       |                    |
| Olekszandr Olekszandrovics Klevec  | 2001. május 23.     | sorkatona       |                    |
| Bohdan Mikolajovics Matvijcsuk     | 2001. április 23.   | sorkatona       |                    |
| Volodimir Vadimovics Olabin        | 1999. november 9.   | sorkatona       |                    |
| Andrij Andrijovics Pomerancev      | 1994. december 12.  | sorkatona       | szerződéses katona |
| Andrij Jurijovics Roszpotnyuk      | 1999. augusztus 15. | sorkatona       |                    |
| Olekszandr Ihorovics Szkocskov     | 2000. április 5.    | sorkatona       | szerződéses katona |
| Dmitro Vitalijovics Sztugyinszkij  | 1999. november 15.  | sorkatona       |                    |
| Makszim Volodimirovics Homjacsuk   | 1999. február 19.   | sorkatona       |                    |
| Ruszlan Eduardovics Seremet        | 1997. október 26.   | sorkatona       | szerződéses katona |